# Jaculus (geslacht)
Jaculus is een geslacht van zoogdieren uit de familie van de jerboa's (Dipodidae). De wetenschappelijke naam van het geslacht werd in 1777 gepubliceerd door Johann Christian Polycarp Erxleben.

## Soorten
Er worden 5 soorten in dit geslacht geplaatst:
- Jaculus blanfordi (Murray, 1884)
- Jaculus hirtipes (H. Lichtenstein, 1823)
- Jaculus jaculus (Linnaeus, 1758) – Kleine woestijnspringmuis
- Jaculus loftusi (Blanford, 1875)
- Jaculus orientalis Erxleben, 1777 – Reuzenwoestijnspringmuis